# シャスタ湖
シャスタ湖（シャスタこ、Shasta Lake）とは、アメリカ合衆国カリフォルニア州シャスタ郡にある貯水池である。
ウィスキー・シャスタ・トリニティ国立保養地内にある。シャスタ＝トリニティ国立森林公園が運営している。

## 地理
アメリカ国内で9番目の高さを誇るダムによって貯水されている。シャスタダムの流出によって電気や灌漑用水を提供している。
また、サクラメントバレーダム下のサクラメント川の治水をもしている。

## 歴史
シャスタ・ダムは1935年から1945年の間に建設された。
シャスタ湖は1948年、ピット川、マクラウド川、サクラメント川と、いくつかの小さな支流によって形成された。
シャスタ・ダムの完成によって、ウィントゥーの一支族がその聖地と土地を追われて少数しか残っていない状態で、現在ダムのかさ上げの計画はあるが、彼らとそれに同調する環境運動家の反対があるので、予断を許さない。

## ギャラリー

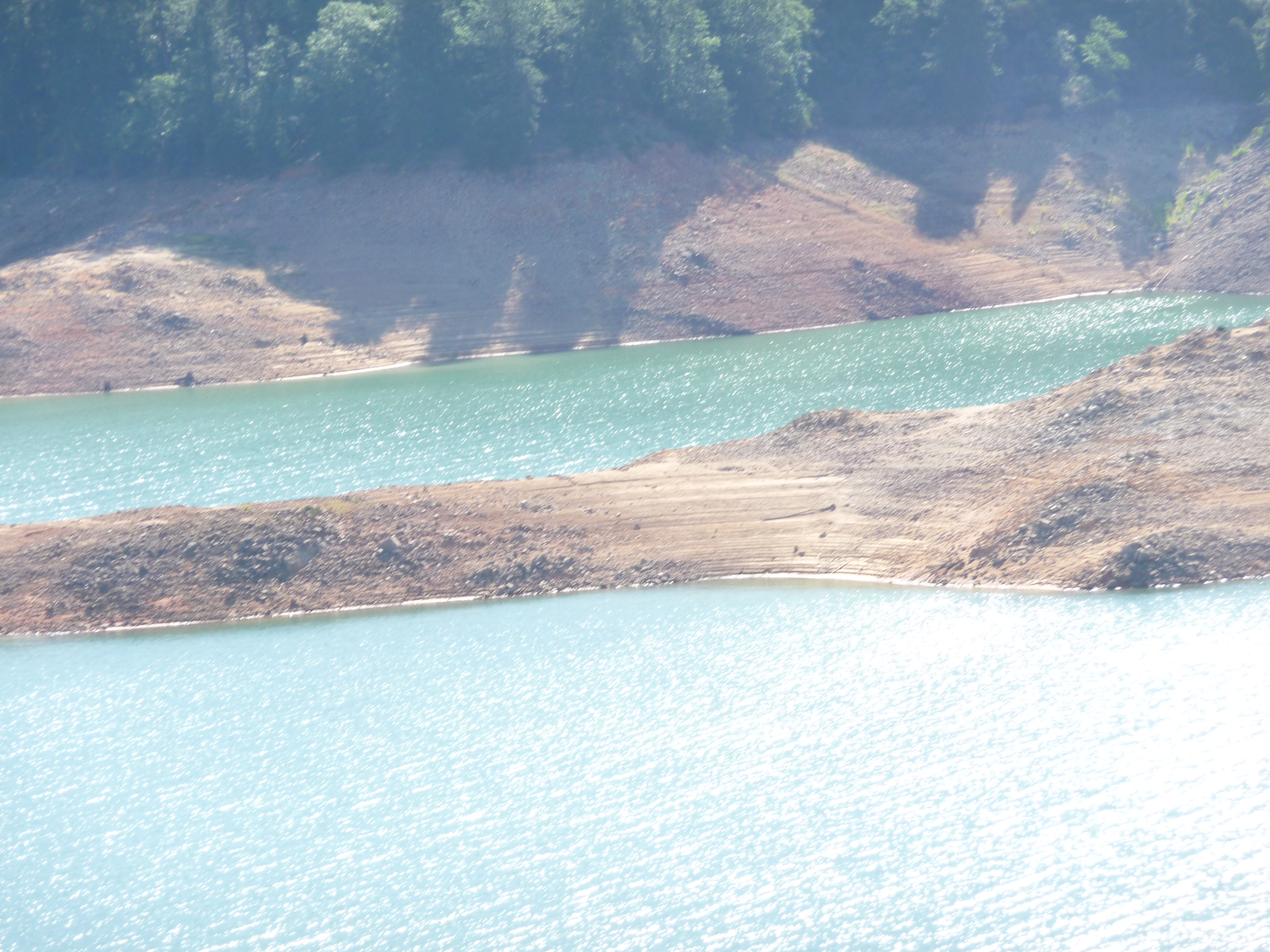
I-5から見たシャスタ湖
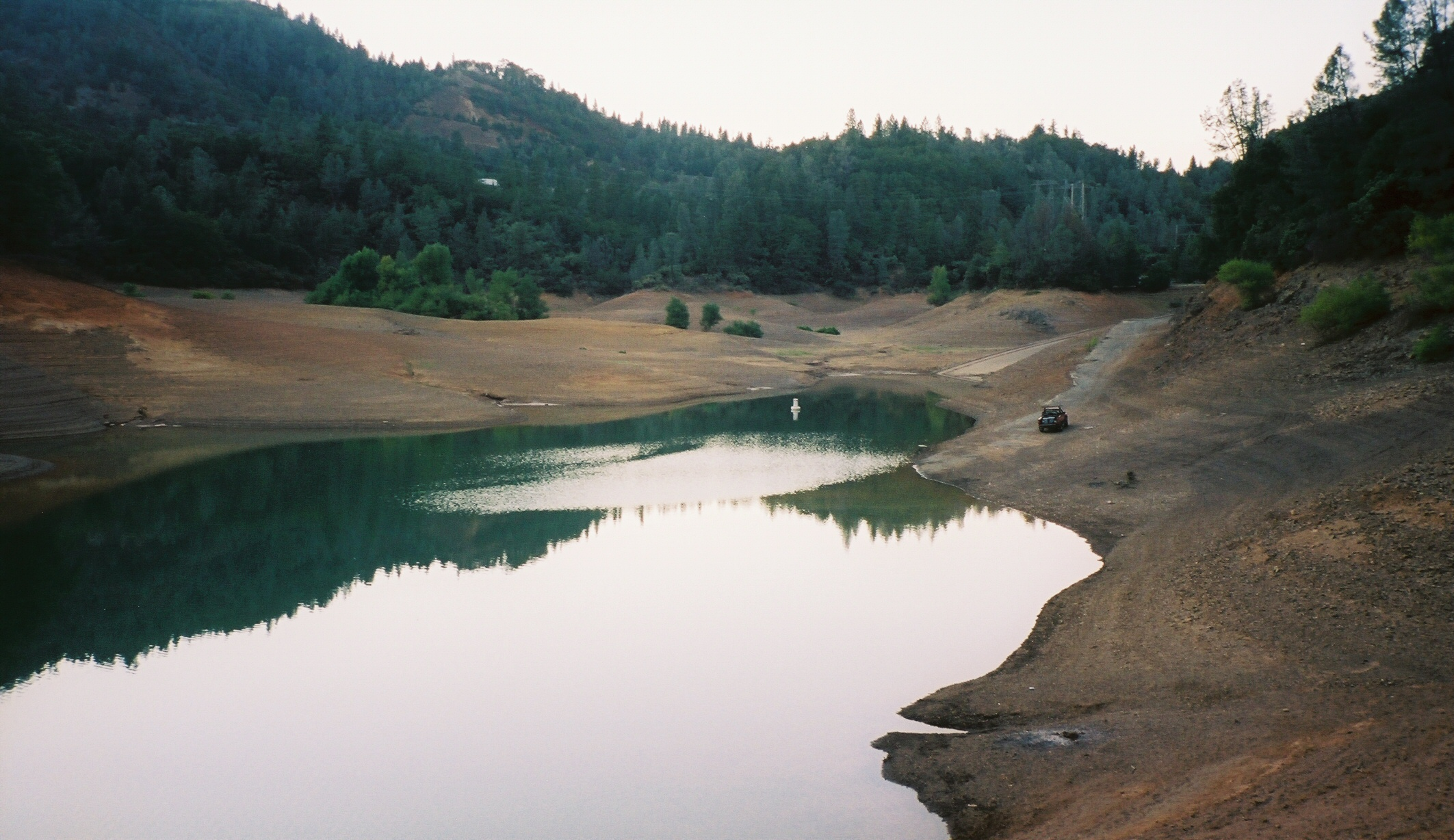
低水位時のシャスタ湖
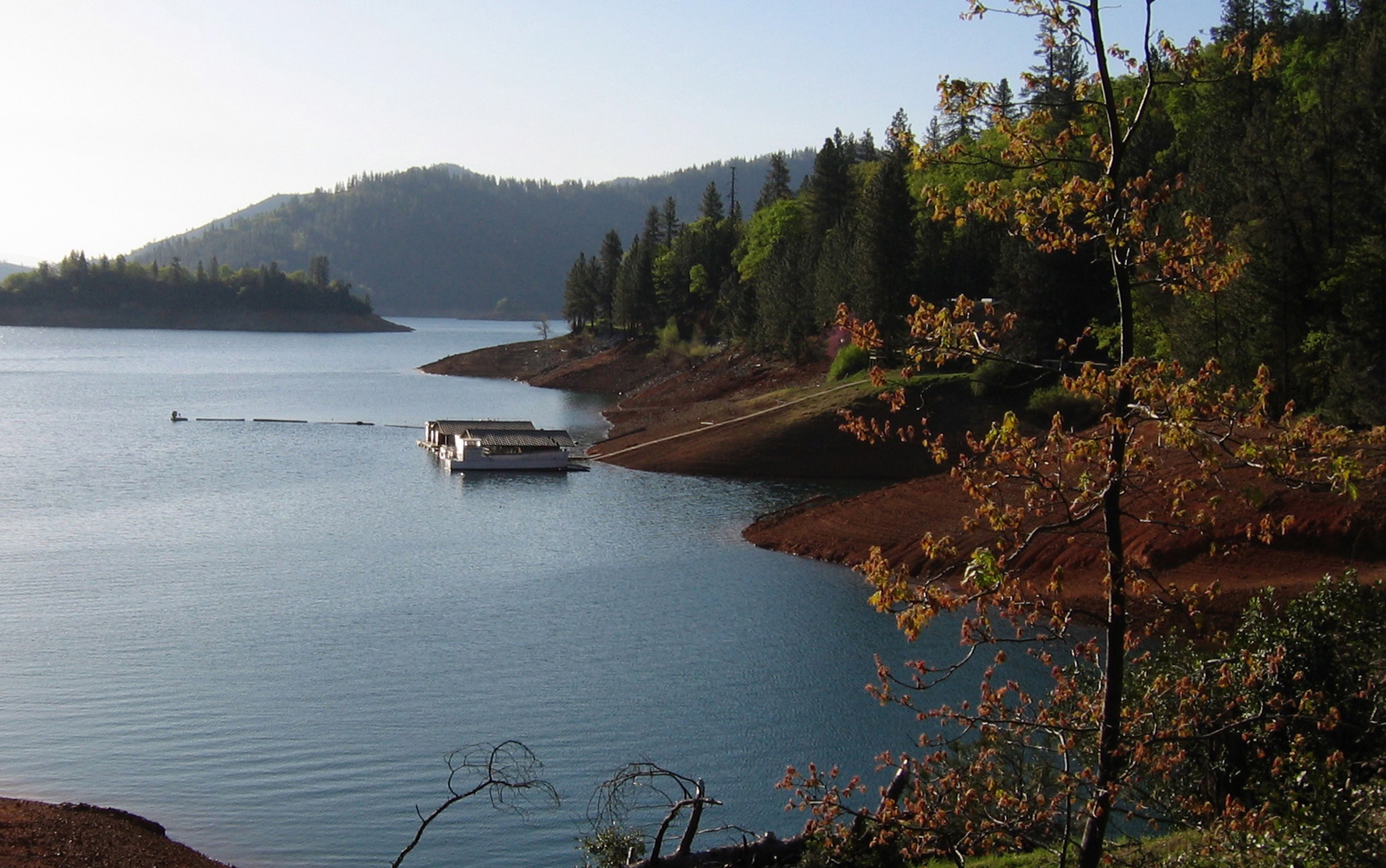
シャスタ湖の湖岸線
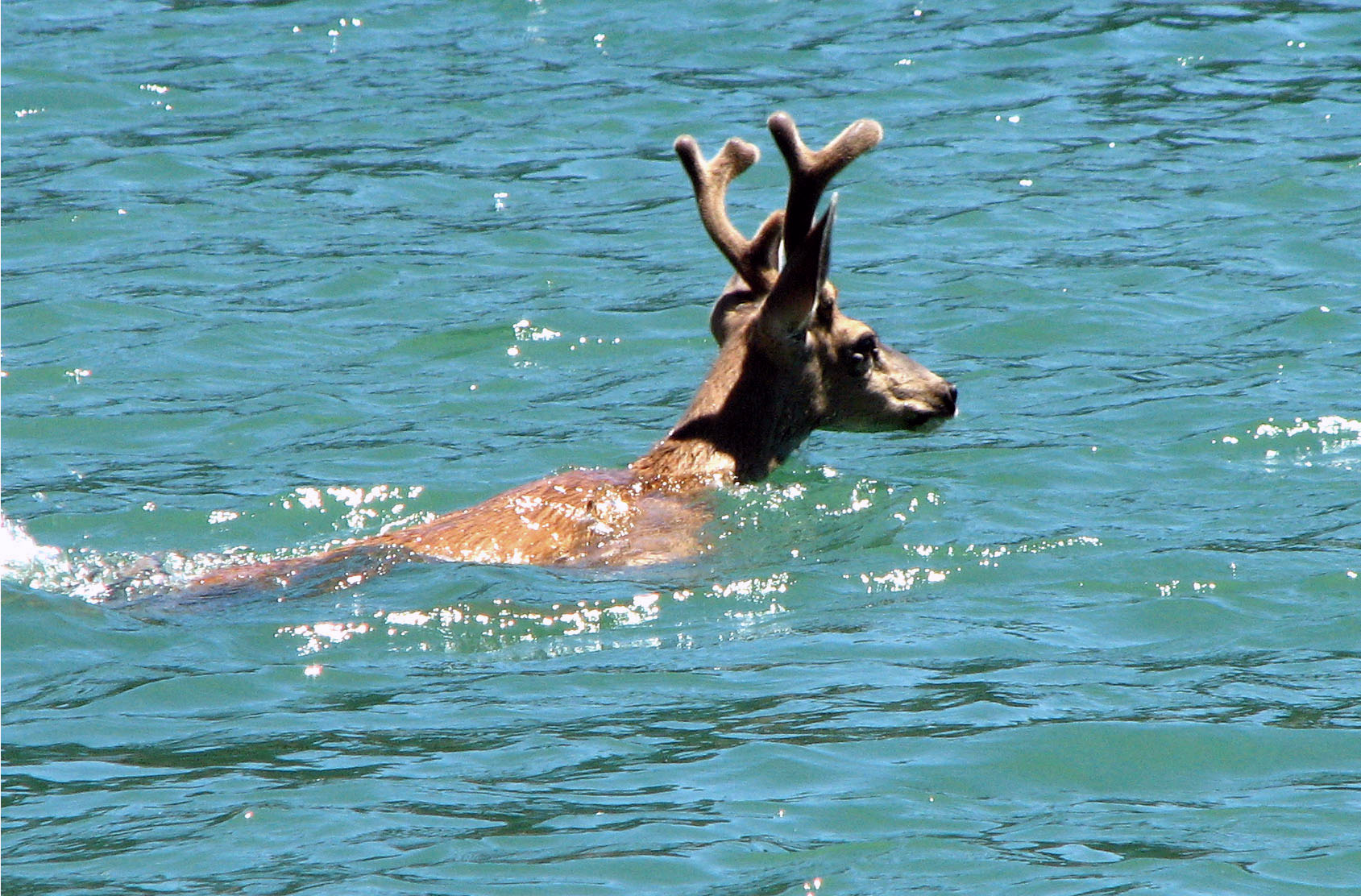
シャスタ湖で泳ぐ鹿